# یواس‌اس اس-۴ (اس‌اس-۱۰۹)
یواس‌اس اس-۴ (اس‌اس-۱۰۹) (به انگلیسی: USS S-4 (SS-109)) یک زیردریایی بود که طول آن ۲۳۱ فوت (۷۰ متر) بود. این زیردریایی در سال ۱۹۱۹ ساخته شد.